# 4722 Agelaos
4722 Agelaos (4271 T-3) là một thiên thể Troia của Sao Mộc, trong nhóm Troia, được phát hiện ngày 16 tháng 10 năm 1977 bởi Cornelis Johannes van Houten, Ingrid van Houten-Groeneveld và Tom Gehrels ở Đài thiên văn Palomar.